# Schloss Düsterntal

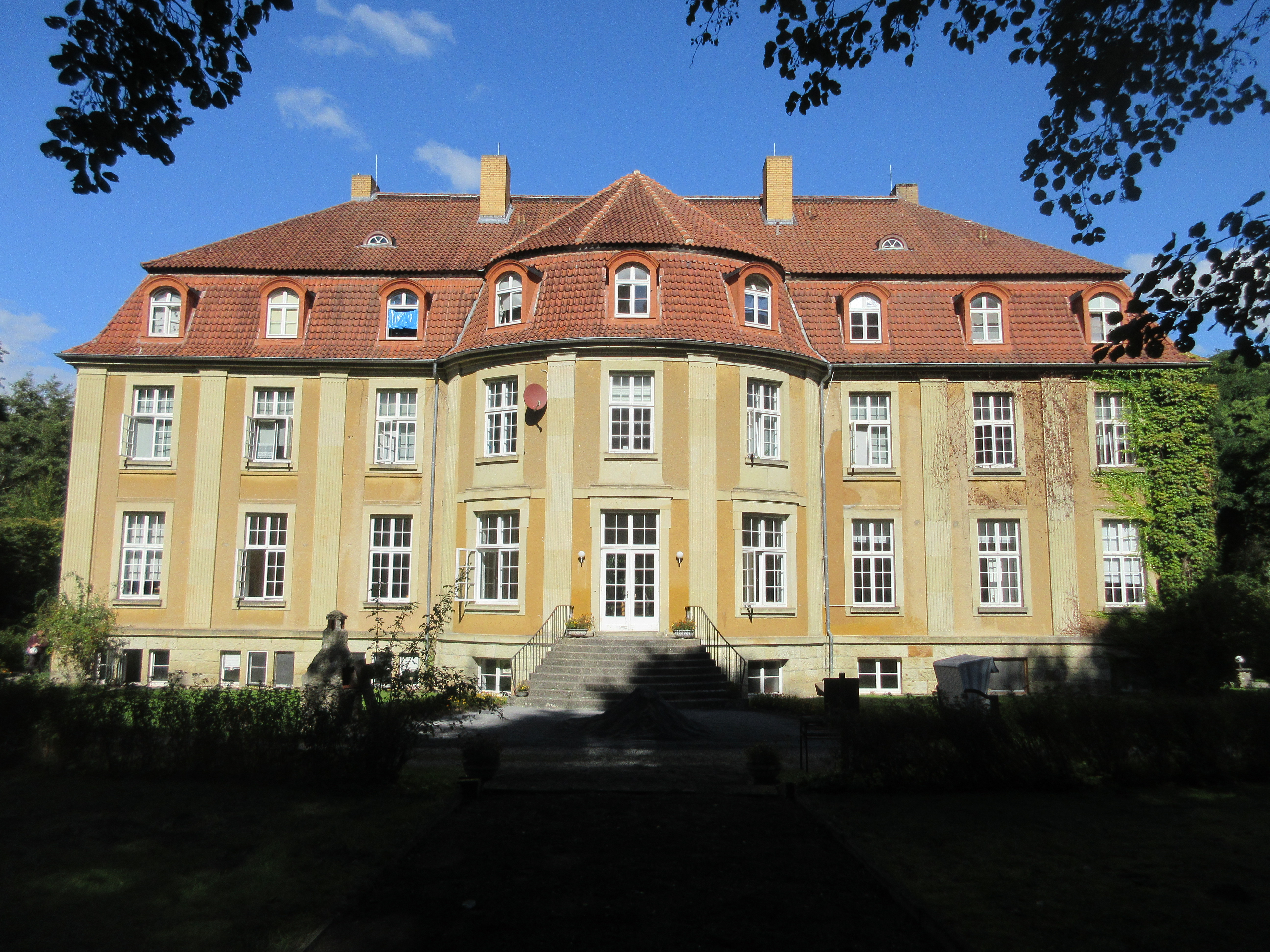
Schloss Düsterntal

Das Schloss Düsterntal (früher Düsternthal) liegt im Gemeindegebiet Delligsen im Landkreis Holzminden in Niedersachsen.
Erbaut wurde das dreigeschossige Schlossgebäude in den Jahren 1912 und 1913 nach Plänen von Hermann Schaedtler im Stil des Neoklassizismus. Im Umfeld entstanden mehrere Nebengebäude, wie ein Arbeiterwohnhaus, ein Pferdestall, ein Forsthaus und ein Uhrenturm, die zum Teil noch  erhalten sind. Bauherren waren Karl-Ernst von Hardenberg und Gisela von Steinberg. Sie hatte das Rittergut Düsterntal als Mitgift erhalten.
1929 wurden Gut und Schloss aufgrund finanzieller Schwierigkeiten an den das Land Braunschweig verkauft. Dieses verpachtete das Anwesen zunächst an eine Privatperson und 1938 an den Reichsarbeitsdienst. Er richtete darin eine Bezirksführerinnen-Schule ein. Gegen Ende des Zweiten Weltkrieges wurde das Schloss zum Lazarett der Wehrmacht umfunktioniert. Nach Kriegsende richtete die britische Militärregierung darin eine Erholungsstätte für britische Militärgeistliche ein. 1948 kam das Schloss an das Land Niedersachsen, das darin eine Forstschule einrichtete. Bis zur Schließung 1985 bildete die Forstschule Forstbedienstete aus. 1990 wurde das Schloss zu einem Therapiezentrum für Suchtkranke.